# Gobiosoma bosc
Gobiosoma bosc és una espècie de peix de la família dels gòbids i de l'ordre dels perciformes.

## Morfologia
Els mascles poden assolir els 6 cm de longitud total.

## Distribució geogràfica
Es troba a Nord-amèrica: des de Nova York fins a Texas (llevat de l'extrem sud de Florida).